# Neoserica tonkinensis
Neoserica tonkinensis är en skalbaggsart som beskrevs av Moser 1908. Neoserica tonkinensis ingår i släktet Neoserica och familjen Melolonthidae. Inga underarter finns listade i Catalogue of Life.